# 모스쿠포
모스쿠포(이탈리아어: Moscufo)는 이탈리아 아브루초주 페스카라도에 위치한 코무네다.